# Kenta Hasegawa
Kenta Hasegawa (長谷川 健太, Hasegawa Kenta) est un footballeur japonais né le 25 septembre 1965 à Shizuoka au Japon.

## Biographie

### Carrière d'entraîneur
Il est nommé entraîneur du club de Gamba Osaka en 2013 à la suite de la descente du club en deuxième division du championnat japonais. Dès sa première saison à la tête du club, le Gamba Osaka remonte immédiatement en J-league puisqu'il termine à la première place du championnat. 
La saison suivante, Gamba évolue donc en première division. Il crée la surprise en remportant le championnat l'année de sa remontée.  Il remporte le championnat avec un seul point d'avance sur Urawa Red Diamonds. C'est le second titre de champion du club après celui remporté en 2005. Il remporte également la Coupe de la Ligue et la Coupe de l'Empereur.
En 2015, il entame sa troisième saisons au sein du club d'Osaka. Gamba retrouve cette saison la Ligue des champions de l'AFC grâce à son titre de champion. Le club atteint les demi-finales de la complétion où il se fait éliminer par le futur vainqueur de l'épreuve : le club chinois du Guangzhou Evergrande. En championnat, il atteint la finale des playoffs qui permet de s'adjuger le titre de champion mais s'incline à domicile lors du match aller et ne peut faire mieux qu'un match nul au retour. Il est donc vice-champion du Japon. Il remporte le 1er janvier 2016 la Coupe de l'empereur 2015 contre les Urawa Red Diamonds sur le score de 2-1. Il s'agit là du cinquième titres remporté par Kenta Hasegawa.

### Statistiques avec le Gamba
| Année | Division | Championnat | Championnat | Championnat | Coupe             | Coupe          |
| Année | Division | Classement  | Matchs      | Points      | Coupe de la Ligue | Coupe du Japon |
| ----- | -------- | ----------- | ----------- | ----------- | ----------------- | -------------- |
| 2013  | J2       | 1           | 42          | 89          | -                 | 3e tour        |
| 2014  | J1       | 1           | 34          | 63          | Vainqueur         | Vainqueur      |
| 2015  | J1       | 2           | 34          | 63          | Finaliste         | Vainqueur      |

## Palmarès

### Palmarès en tant qu'entraîneur
Gamba Osaka
- Championnat du Japon
  - Champion en 2014
  - Vice-champion en 2015
- Championnat du Japon de D2
  - Champion en 2013
- Coupe de l'Empereur
  - Vainqueur : 2014 et 2015
- Coupe de la Ligue
  - Vainqueur : 2014
  - Finaliste : 2015
- Supercoupe du Japon
  - Vainqueur : 2015